# Glyptopetalum tonkinense
Glyptopetalum tonkinense là một loài thực vật có hoa trong họ Dây gối. Loài này được Pit. mô tả khoa học đầu tiên năm 1912.